# Чебургольское сельское поселение
Чебургольское сельское поселение — муниципальное образование в Красноармейском районе Краснодарского края России. 
В рамках административно-территориального устройства Краснодарского края ему соответствует Чебургольский сельский округ.
Административный центр — станица Чебургольская.

## Население
| 2010  | 2012  | 2013  | 2014  | 2015  | 2016  | 2017  |
| ----- | ----- | ----- | ----- | ----- | ----- | ----- |
| 3954  | ↗3958 | ↘3948 | ↘3942 | ↘3936 | ↘3928 | ↘3913 |
| 2018  | 2019  | 2020  | 2021  | 2023  |       |       |
| ↘3907 | ↘3841 | ↘3796 | ↘3692 | ↘3687 |       |       |

## Населённые пункты
В состав сельского поселения (сельского округа) входят 2 населённых пункта:
| № | Населённый пункт | Тип населённого пункта | Население (чел.) |
| - | ---------------- | ---------------------- | ---------------- |
| 1 | Чебургольская    | станица                | ↘2447            |
| 2 | Протоцкие        | хутор                  | ↘1507            |